# Saulė
Saulė (litvánul: Saulė, lettül: Saule) napistennő, a közös balti napistenség a litván és lett mitológiákban. A Saulė/Saule szó jelöli a litván, lett, és a kihalt porosz nyelvben a Napot is, mindkettő az óbalti *Sauliā > *Saulē alakra vezethető vissza.

## Magyarázata
Saulė az egyik legnagyobb hatalmú istenség, az élet, a termékenység, a meleg és az egészség istennője, pártfogója az elesetteknek, különösen az árváknak. A 'világ' jelentésű litván és lett szó (pasaulis, illetve pasaule) azt jelenti: '(hely) a Nap alatt'.
Saulė neve már a litván mitológia egyik legkorábbi írott forrásában megjelenik. Jóannész Malalasz krónikájának szláv fordítása (1261) szerint a Napot egy Teliavelis nevű kovács készítette, és feldobta az égre. Prágai Jeromos misszionárius (1379–1416) három éven át próbálta keresztény hitre téríteni Litvániát, s utóbb leírt egy regét Saulė elrablásáról. Egy nagy hatalmú király egy toronyba zárta, ahonnan a zodiákus szabadította ki egy óriási pöröllyel. Jeromos eskü alatt állította, hogy látta ezt a pörölyt, amelyet a helybeliek szent tárgyként tiszteltek.

## Családja
Saulė és Mėnuo/Mēness (a Hold) feleség és férj voltak. Mėnuo azonban beleszeretett Aušrinėba (a hajnalcsillagba avagy Vénuszba), és hűtlenségéért Perkūnas (a mennydörgés istene) megbüntette. Különféle beszámolók szólnak erről a büntetésről. Az egyik változat szerint Mėnuót kettévágják, de mivel nem okul a hibájából, a büntetést minden hónapban megismétlik. A másik változatban Mėnuo és Saulė elválnak, de mindketten látni szeretnék lányukat, Žemynát (a Földet). Ezért világít nappal a Nap, és kel fel éjjel a Hold. A harmadik verzió szerint Mėnuo arcát vagy Dievas (a legfőbb istenség), vagy Saulė elcsúfítja.
Más mítoszokban Aušrinė, Saulė lánya és szolgálója tüzet gyújt anyjának, hogy megkezdhesse napi pályáját az égen. Este Vakarinė (az esthajnalcsillag) megveti Saulė ágyát. A litván mitológiában Saulė a következő bolygók szülőanyja: Indraja (Jupiter), Sėlija (Szaturnusz), Žiezdrė (Mars), Vaivora (Merkúr).

## Ünnepei
Saulė ünnepe a nyári napforduló. A litván Rasos ('harmatünnep', később, a kereszténységben a Szent János-nap), illetve a lett Jāņi (János-nap) idején koszorúkat fonnak, varázserejű páfrányvirágot keresnek, tűz körül táncolnak, átugrálnak rajta, és köszöntik a hajnali 4-kor kelő napot. Ez a legvidámabb hagyományos ünnep. A téli napfordulókor Saulė visszatértét köszöntik. A kereszténység a litván kūčiost és a lett ziemassvētkit a karácsonyi ünnepkörbe dolgozta bele. Egyéb ünnepekre a nap-éj egyenlőségek idején kerül sor.

## Fordítás
Ez a szócikk részben vagy egészben  a   Saulė című angol Wikipédia-szócikk ezen változatának fordításán alapul.  Az eredeti cikk szerkesztőit annak laptörténete sorolja fel. Ez a jelzés csupán a megfogalmazás eredetét és a szerzői jogokat jelzi, nem szolgál a cikkben szereplő információk forrásmegjelöléseként.